# Robert von Unger
Robert Hermann August Unger, seit 1880 von Unger, (* 29. Dezember 1828 in Durlach; † 13. März 1887 in Spandau) war ein preußischer Generalmajor.

## Leben

### Herkunft
Er war der Sohn des Kaufmanns Friedrich Unger († 1858) und dessen Ehefrau Karoline, geborene Wagner († 1835).

### Militärkarriere
Unger besuchte das Lyzeum und die Polytechnische Schule in Karlsruhe. Am 1. April 1846 trat er als Regimentskadett in das 1. Linien-Infanterie-Regiment der Badischen Armee ein. Unger nahm 1848 an der Niederschlagung der Badischen Revolution und dem Feldzug in Schleswig-Holstein teil. Am 9. April 1850 kam er als Portepeefähnrich in das 9. Infanterie-Bataillon und avancierte dort Ende Juni 1850 zum Sekondeleutnant sowie Anfang November des Folgejahres zum Bataillonsadjutanten. Daran schloss sich ab 22. Oktober 1852 eine Verwendung als Adjutant des II. Bataillons im 4. Linien-Infanterie-Regiment an. Im Herbst 1856 folgte seine Beförderung zum Premierleutnant sowie die Ernennung zum Regimentsadjutanten. Vom 10. Dezember 1859 bis zum 20. Juni 1863 fungierte Unger als Aufsichtsoffizier und Lehrer am Kadettenkorps in Karlsruhe. Anschließend war er bis 23. Oktober 1864 Platzmajor in Karlsruhe und wurde dann mit der Beförderung zum Hauptmann Kompaniechef im 3. Linien-Infanterie-Regiment. In dieser Eigenschaft nahm Unger 1866 während des Krieges gegen Preußen an den Gefechten bei Hundheim, Werbach und Gerchsheim teil.
Nach dem verlorenen Krieg war Unger von März bis August 1867 zur Dienstleistung beim Kaiser Alexander Garde-Grenadier-Regiment Nr. 1 nach Berlin kommandiert und machte im Herbst 1868 die Generalstabsübungsreise mit. 1870 zog er mit seinem Regiment in den Krieg gegen Frankreich. Unger kämpfte bei Wörth und nahm an der Belagerung von Straßburg teil. Daran schlossen sich Gefechte bei Champeney, Raon-l’Étape, Etivan, Mariemont, Étuz, St. Valentin, Daix, Nuits, Vellefaux und Villersexel an. Bei den Kämpfen um Belfort wurde er Mitte Januar 1871 durch einen Streifschuss an der rechten Hand leicht verwundet. Für seine Leistungen wurde Unger mit beiden Klassen des Eisernen Kreuzes sowie dem Ritterkreuz des Militär-Karl-Friedrich-Verdienstordens gewürdigt.
Nachdem man Unger bereits während des Krieges am 11. Dezember 1870 den Charakter als Major verliehen hatte, erhielt er am 20. Januar 1871 das Patent zu diesem Dienstgrad und wurde am 19. Februar 1871 zum Kommandeur des Füsilier-Bataillons ernannt. In dieser Eigenschaft wurde er am 15. Juli 1871 mit seinem Regiment in den Verbund der Preußischen Armee übernommen. Am 2. Juni 1875 versetzte man ihn als Kommandeur des I. Bataillons im Garde-Füsilier-Regiment nach Berlin. Dort wurde Unger im September 1876 Oberstleutnant.
Aufgrund seiner in Krieg und Frieden geleisteten guten Dienste wurde Unger am 18. September 1880 in den erblichen preußischen Adelsstand erhoben.
Am 3. Februar 1881 beauftragte man ihn mit der Führung des 2. Hessischen Infanterie-Regiments Nr. 82 in Göttingen und ernannte Unger am 14. Mai 1881 zum Regimentskommandeur. In dieser Stellung wurde er am 7. September 1881 zum Oberst befördert. Am 26. März 1885 folgte seine Versetzung nach Spandau, wo Unger das Kommando über das 4. Garde-Regiment zu Fuß erhielt. Für seine Leistungen in der Truppenführung zeichnete Wilhelm I. ihm am 8. September 1885 mit dem Kronenorden II. Klasse aus. Krankheitsbedingt musste Unger am 3. Dezember 1886 sein Kommando abgeben und wurde daraufhin zum Generalmajor von der Armee befördert. Er verstarb unverheiratet in Spandau und wurde auf dem dortigen Garnisonsfriedhof beigesetzt.